# Броненосцы типа «Devastation»
Броненосцы типа «Devastation» — серия из двух броненосцев с центральной батареей, построенная для ВМС Франции в 1870—1880-х годах. Последние броненосцы с центральной батареей, построенные во Франции. Развивали проект «Redoutable», но имели ряд существенных конструктивных отличий. Из-за многочисленных пересмотров проекта, постройка затянулась, и один из кораблей — «Курбе» — вступил в строй лишь через 11 лет после закладки, уже будучи морально устаревшим. В начале 20 века списаны на металл.

## История
Два этих крупных мореходных броненосца были заложены в середине 1870-х как развитие удачного проекта «Redoutable».
Основной целью французов при разработке этого проекта было стремление улучшить вооружение новых кораблей. Короткоствольные 274-миллиметровые пушки, бывшие основным вооружением прежних французских океанских броненосцев, были неэффективны против новых кораблей с толстой броней. Так, 350-миллиметровый пояс британского броненосца «Девастейшен» мог быть пробит французскими орудиями только при выстреле в упор. Было очевидно, что для эффективного поражения современных броненосцев нужна более мощная артиллерия.
«Девастасьон» был заложен на стапеле 20 декабря 1875 года, спущен на воду 19 августа 1879 года, введён в строй в июле 1882 года. Его систершип, первоначально названный «Фудройянт», перед вступлением в строй переименованный в «Курбе», был заложен 17 июля 1875 года, спущен на воду 27 апреля 1882 года, введён в строй в октябре 1886 года.

## Конструкция
Эти два броненосца были крупнее своих предшественников. Водоизмещение «Девастасьон» 9507 (дл. т.) нормальное, 9931 (дл. т.) полное, «Курбэ» 10040 (дл. т.) нормальное, 10450 (дл. т.) полное. В своей основной концепции они напоминали «Редутабль»: они имели высокий борт с характерным для французского кораблестроения завалом внутрь, бронированную батарею в центре корпуса, выступающую за пределы верхней палубы и за счёт скоса бортов — способную вести погонный и ретирадный огонь, и дополнительные орудия на верхней палубе. Но состав вооружения, компоновка бронирования и ряд других элементов сильно отличались от прототипа. Оба корабля имели по две дымовые трубы, стоящие параллельно друг другу.
Первоначально, оба корабля были однотипными. Но из-за затянувшейся постройки «Курбе», в его конструкцию были внесены изменения, отдалившие корабль от первоначального проекта и от систершипа.

### Вооружение

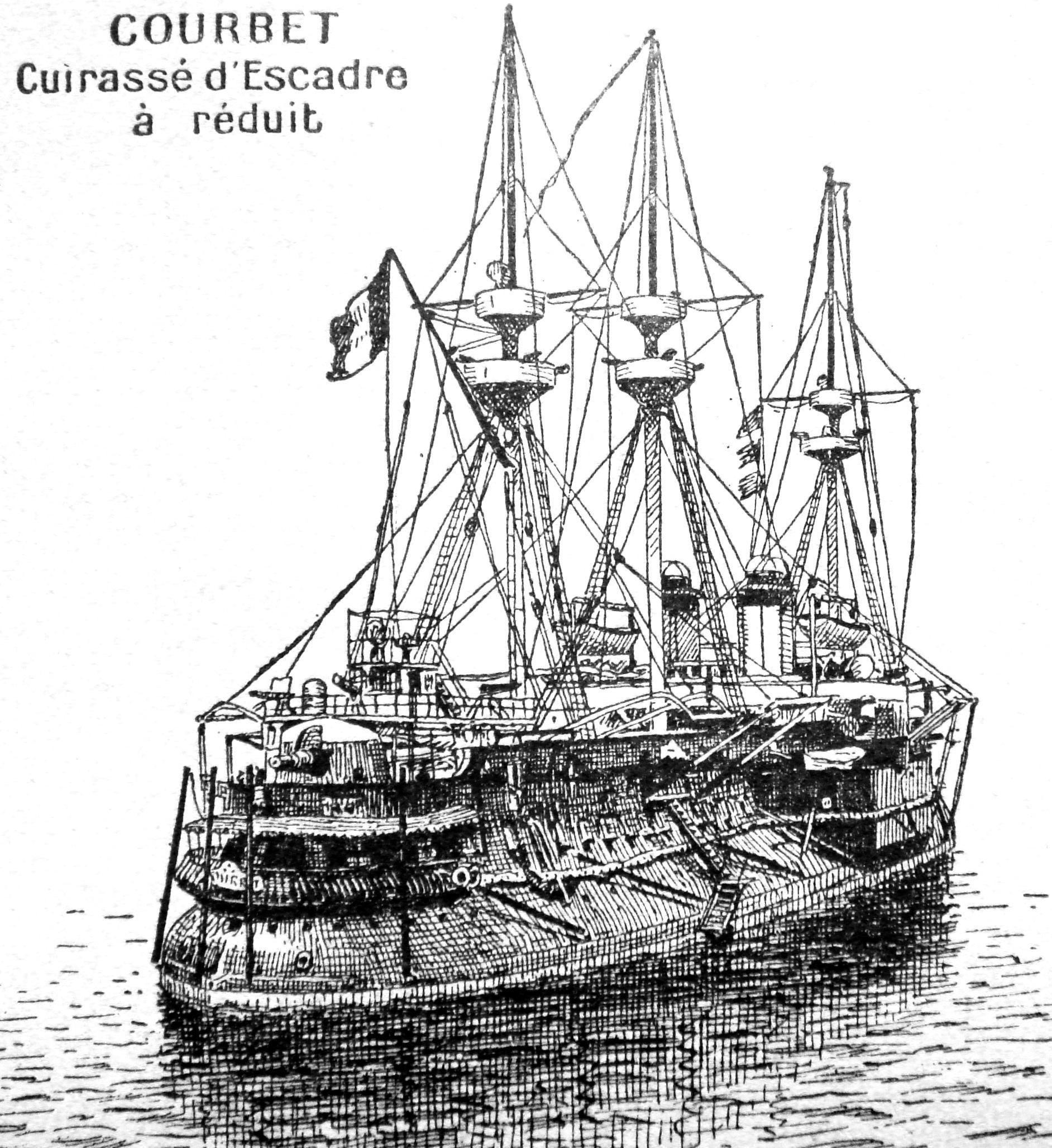

Основное вооружение новых кораблей составляли новые 340-миллиметровые 18-калиберные орудия образца 1875 года. Эти огромные морские пушки нового поколения стреляли тяжелыми снарядами весом почти в 400 килограмм и могли эффективно пробивать на небольших дистанциях практически любую существующую на тот момент броню. Орудия приводились в действие (впервые во французском флоте) с помощью гидравлических приводов, но были громоздкими и стреляли медленно.
Четыре тяжелые пушки стояли в казематированной батарее в центре корпуса, и были расположены по углам последней. Сильный завал бортов, из-за которого батарея далеко выступала за границы верхней палубы, позволял передним двум тяжёлым орудиям действовать прямо по носу, а задним — вести ретирадный огонь.
Первоначально предполагалось вооружить оба корабля одинаковыми орудиями. Но в 1884 году, одно из орудий «Девастасьона» треснуло при выстреле, и после анализа ситуации был сделан вывод, что все 340-мм 18-калиберные орудия образца 1875 года опасны в применении. В результате, «Курбе» получил уже улучшенные, 21-калиберные 340-мм орудия образца 1881 года, более надёжные и намного более эффективные.
Помимо тяжёлых 340-миллиметровых орудий, корабли получили по четыре 274-миллиметровые пушки («Девастасьон» образца 1870 года, с длиной ствола в 18 калибров, «Курбе» — образца 1875 года, с длиной ствола на два калибра больше), стоявшие ромбом на верхней палубе: одно погонное орудие стояло в носу, два побортно в центре, на крыше батареи, и одно ретирадное — в корме. Таким образом, бортовой, погонный и ретирадный залпы броненосца были равны и составляли два 340-мм и три 274-мм орудия.
Вспомогательная батарея была представлена шестью 138-миллиметровыми орудиями, стоявшими открыто, и восемью (на «Курбе» — двенадцатью) противоминными 37-миллиметровыми револьверными орудиями Гочкисса.
Подводное вооружение состояло из тарана, и пяти 356-миллиметровых надводных аппаратов, из которых два стреляли прямо по курсу, два — под углом в 45 градусов к диаметральной линии, и один стрелял по корме. Торпедное вооружение рассматривалось не только как наступательное, но и как эффективное средство превентивного удара по пытающемуся таранить кораблю противника.
За время карьеры, броненосцы неоднократно перевооружались. «Девастасьон», вскоре после инцидента с разрывом ствола, был перевооружён на 320-миллиметровые 25-калиберные пушки, предназначавшиеся для береговой обороны. Его вспомогательное вооружение было усилено до 20 37-миллиметровых и четырёх 47-миллиметровых орудий Гочкисса, а три из пяти торпедных аппаратов демонтированы. В 1890-х, корабль вновь был модернизирован: на этот раз его главный калибр составили 274-миллиметровые 40-калиберные длинноствольные орудия, существенно повысив огневую мощь корабля. Вспомогательную батарею заменили одиннадцатью новыми 100-миллиметровыми скорострельными орудиями, а противоминное вооружение составили 14 47-миллиметровых и 2 37-миллиметровых пушки Гочкисса. Одновременно, были демонтированы все торпедные аппараты.

### Броневая защита
Броневая защита кораблей была выполнена из сталежелезной брони «Компаунд».
Это были единственные французские броненосцы океанского класса, имевшие цитадельную схему бронирования. Вместо полного броневого пояса по ватерлинии, был использован более короткий, тянувшийся от форштевня и за середину корпуса, оставлявший примерно 10 метров на корме без броневой защиты. Толщина пояса составляла около 350 миллиметров в цитадели и до 178 миллиметров за её пределами.
Выше броневого пояса, батарея была защищена 250-миллиметровыми плитами. Броневая палуба, опиравшаяся на главный пояс, имела толщину 50 миллиметров. Защиту усиливали установленные сразу за поясом верхние угольные ямы. Для обеспечения непотопляемости, корпус корабля был разделён поперечными переборками на 13 водонепроницаемых отсеков.

### Силовая установка
Это были первые серийные французские броненосцы с двухвальной силовой установкой. Две паровые машины «компаунд», питаемые от двенадцати современных цилиндрических котлов, обеспечивали мощность в 8300 л. с. Полная скорость составляла 15 узлов для «Девастасьон» и 15,5 узлов для «Курбе».
Запаса угля хватало на 5186 км экономичного 10-узлового хода. Дополнительно имелось облегченное парусное вооружение.
В 1901 году, «Девастасьон» был пересонащен на 12 современных котлов Бельвилля и новые вертикальные паровые машины тройного расширения.

## Оценка проекта
Броненосцы типа «Devastation» были сильнейшими кораблями с центральной батареей, когда-либо построенными. 340-миллиметровые орудия, впервые примененные во французской практике, значительно повысили боевую мощь кораблей по сравнению с аналогами.
Тем не менее, сама по себе конструкция этих кораблей была уже устаревшей, не вполне соответствующей требованиям современной войны на море уже на момент их закладки. Новые итальянские и британские броненосцы, реализующие доктрину «индивидуального превосходства», значительно превосходили «Девастасьоны» ещё на момент закладки. Кроме того, ранние 340-миллиметровые орудия продемонстрировали низкую эффективность и надёжность.
Ситуацию значительно усугубила затянувшаяся достройка кораблей. Если «Девастасьон» вступил в строй через шесть лет после начала строительства, то «Курбе» — через одиннадцать, являясь уже полностью устаревшим морально и технически.